# نادي ديبورتيفو أوليمبيا
نادي ديبورتيفو أوليمبيا (بالإنجليزية: C.D. Olimpia)‏ هو نادي كرة قدم هندوراسي محترف يقع مقره في تيغوسيغالبا، فرانسيسكو مورازان. النادي هو أنجح فريق في البلاد سواء في الدوري المحلي أو في مسابقات الأندية الدولية.